# オスカル・マルティネス
オスカル・マルティネス（Oscar Martínez, 1949年10月23日 - ）は、アルゼンチンの俳優、作家、舞台監督である。

## 人物
2016年にコメディ・ドラマ映画『笑う故郷』により第73回ヴェネツィア国際映画祭で男優賞を獲得した。

## 主なフィルモグラフィ
- 人生スイッチ Relatos salvajes (2014)
- 笑う故郷 El ciudadano ilustre (2016)